# Síntesis de quinolinas de Niementowski
La Síntesis de Quinolinas de Niementowski es un método de síntesis orgánica que emplea ácido antranílicos y compuestos carbonílicos para obtener derivados de la γ-hidroxiquinolina.
Muchos estudios al respecto has sido publicados.